# 4,2-cm Pak 41
Le 4,2 cm leichte Panzerabwehrkanone 41 (« canon antichar léger, modèle 1941 », en abrégé le.Pak 41) est un canon antichar allemand à âme conique de la Seconde Guerre mondiale. Il est l'un des trois canons utilisant le principe Gerlich, avec le 2,8-cm sPzB 41 et le 7,5-cm Pak 41 : le tube se raccourcit progressivement et augmente ainsi la pression des gaz et la vitesse initiale, donnant des performances antichars plus importantes que celles d'armes classiques, à calibre équivalent. Celui du le.Pak 41 est inhabituel, tant pour la Wehrmacht que pour les autres belligérants. Le canon est porté par le châssis modifié du PaK 35/36, son poids mesuré lui permettant d'être tracté manuellement sur de courte distance.  
La munition Panzergranate 41 (HK) est un APCNR  au noyau en carbure de tungstène (Hartkern) et à jupes déformables (non-rigid) : elle épouse le rétrécissement du canon qui n'a plus, à la bouche, qu'un diamètre de 28 mm (15 mm pour le noyau). Le calibre réel semble être de 40,3 mm à la culasse et de 29,4 mm à la bouche,. 
Les sources diffèrent quant au nombre d'exemplaires construits, jusqu'en mai 1942: 136, ou 313 exemplaires. En novembre 1944, 41 exemplaires sont encore en service. Il n'a été monté sur aucun véhicule, et semble avoir été distribué en nombre à des unités de parachutistes. 
La munition Panzergranate 41 (HK) pèse 336 g. 
| Performances antichars de la 4,2 cm Pzgr.41 , | Performances antichars de la 4,2 cm Pzgr.41 , | Performances antichars de la 4,2 cm Pzgr.41 , |
| Distance                                      | Pénétration à 0 degré                         | Pénétration à 30 degrés                       |
| --------------------------------------------- | --------------------------------------------- | --------------------------------------------- |
| 0 m                                           | 124 mm                                        | 95 mm                                         |
| 100 m                                         | 120 mm                                        | 90 mm                                         |
| 250 m                                         | 105 mm                                        | 83 mm                                         |
| 500 m                                         | 87 mm                                         | 72 mm                                         |
| 750 m                                         | 70 mm                                         | 62 mm                                         |
| 1 000 m                                       | 60 mm                                         | 53 mm                                         |

Les performances antichars, malgré un système conçu spécialement, paraissent sensiblement dans la moyenne de celles des canons classiques de calibres proches.
| Comparaison des performances antichars de la panzergranate 41 (HK) avec des munitions APCR et APCNR contemporaines (1941-1943). Blindage incliné à 30°, | Comparaison des performances antichars de la panzergranate 41 (HK) avec des munitions APCR et APCNR contemporaines (1941-1943). Blindage incliné à 30°, | Comparaison des performances antichars de la panzergranate 41 (HK) avec des munitions APCR et APCNR contemporaines (1941-1943). Blindage incliné à 30°, | Comparaison des performances antichars de la panzergranate 41 (HK) avec des munitions APCR et APCNR contemporaines (1941-1943). Blindage incliné à 30°, | Comparaison des performances antichars de la panzergranate 41 (HK) avec des munitions APCR et APCNR contemporaines (1941-1943). Blindage incliné à 30°, | Comparaison des performances antichars de la panzergranate 41 (HK) avec des munitions APCR et APCNR contemporaines (1941-1943). Blindage incliné à 30°, | Comparaison des performances antichars de la panzergranate 41 (HK) avec des munitions APCR et APCNR contemporaines (1941-1943). Blindage incliné à 30°, | Comparaison des performances antichars de la panzergranate 41 (HK) avec des munitions APCR et APCNR contemporaines (1941-1943). Blindage incliné à 30°, | Comparaison des performances antichars de la panzergranate 41 (HK) avec des munitions APCR et APCNR contemporaines (1941-1943). Blindage incliné à 30°, |
| Nationalité | Reich allemand | Reich allemand | Reich allemand | Reich allemand | Union soviétique | Union soviétique | Royaume-Uni | Royaume-Uni |
| Canon | 4,2/2,8 cm L/52 PaK 41 | 2,8 cm L/89 s.PzB.41 | 3,7 cm L/45 PaK 35/36 | 5 cm L/60 PaK 38 | 45 mm L/66 M-42 | 57 mm ZiS-2 | OQF 2 pdr (Littlejohn) | 57 mm OQF 6 pdr |
| Poids du canon | 642 kg | 147 kg | 327 kg | 986 kg | 625 kg | 1 150 kg | 814 kg | 1 140 kg |
| Munition | Pzgr.41 | Pzgr.41 | Pzgr.40 | Pzgr.40 | BR-240 P | BR-271 P | APSV Mk II | APCR Mk I.T |
| --- | --- | --- | --- | --- | --- | --- | --- | --- |
| à 100 m : | 90 mm | 60 mm | 64 mm | 130 mm | 70 mm | 155 mm | | |
| à 500 m : | 72 mm | 40 mm | 31 mm | 72 mm | 51 mm | 120 mm | 88 mm | 109 mm |
| à 1 000 m : | 60 mm | 19 mm | - | 38 mm | - | 83 mm | 72 mm | 90 mm |

Le canon pâti des défauts inhérents au système Gerlich : une usure rapide du tube, due au forçage de la munition dans l'âme ; une vitesse initiale qui décroit rapidement, rendant la munition inefficace au-delà  de 1 000 m ; une consommation de tungstène incompatible avec la production stratégique du Reich. La nécessité de conserver cette matière pour les machines-outils entrainera la fin de la production des obus en 1943.
De plus, le le.PaK souffre d'une position médiane parmi les canons coniques : le s.Panzerbüchse, bien que moins efficace, est relativement transportable et adaptable aux véhicules ; le 7,5 cm PaK 41 a une puissance assurant la destruction des blindés ennemis. Quant aux cibles du le.PaK 41, avec des parois inclinées équivalentes à 75 mm environ de blindage vertical, le T-34 peut se prémunir de sa munition de 28 mm aux distances moyennes d'engagement. Le KV-1 demeure à l'abri, sauf à très courte distance. Finalement, l'arme n'apparait satisfaisante qu'en deçà de 400 m, distance où des expédients tels le 7,5 cm PaK 97/38 ou la Stielgranate 41, bien qu'aléatoires, se montrent aussi efficaces.